# Riachuelo AC
Riachuelo AC is een Braziliaanse voetbalclub uit de stad Natal in de staat Rio Grande do Norte.

## Geschiedenis
De club werd opgericht in 1948 en speelde een jaar later voor het eerst in de hoogste klasse van het Campeonato Potiguar. In 1967 werd de club vicekampioen nadat ze de finale verloren van América de Natal. Dat jaar begon de bekende speler Marinho Chagas bij de club. Hij speelde er twee jaar vooraleer hij de overstap maakte naar stadsrivaal ABC. De club speelde, met uitzondering van seizoen 1980 tot 1989 in de hoogste klasse en daarna nog één keer in 1993. In 1994 werd de club ontbonden. In 2021 keerde de club terug naar het profvoetbal en nam deel aan de tweede klasse van het staatskampioenschap. De club bereikte de finale, die ze verloren van Potyguar Seridoense. 